# Fanta Bojang Samateh-Manneh
Fanta Bojang Samateh-Manneh (* 20. Jahrhundert) ist eine gambische Politikerin.

## Leben
Bojang Samateh-Manneh war als Senior Education Officer Region-2 beschäftigt.
Am 6. März 2017 wurde Bojang Samateh-Manneh von der neuen Regierung Adama Barrow zur Gouverneurin der Lower River Region (LRR) ernannt. Sie ersetzte Salifu Hydara, der Anfang Februar von diesem Posten enthoben wurde.
2018 tauschte sie mit Fatou Jammeh-Touray die Verantwortlichkeit über Lower River Region mit der Verantwortlichkeit über die Upper River Region (URR) und war fortan dort Gouverneurin.
Anfang September wurde sie als stellvertretende Staatssekretärin (Deputy Permanent Secretary) ins Innenministerium versetzt, ihr Nachfolger als Gouverneur wurde der bisherige Stellvertreter Samba Bah. Später war sie stellvertretende Staatssekretärin im Fischereiministerium. Im Juli 2024 wurde sie zur Gouverneurin der West Coast Region (WCR) ernannt.